# Radio télévision suisse
Radio télévision suisse (RTS, з фр. Швейцарське радіо та телебачення) — це державна телерадіокомпанія, що є підрозділом Швейцарської телерадіомовної корпорації (SSR). RTS виробляє і транслює різноманітні програми для франкомовної Швейцарії, включаючи новини, спорт, культуру, музику та розважальні шоу. Компанія пропонує свій контент на чотирьох радіоканалах, двох телеканалах та кількох цифрових платформах.

## Історія
RTS була заснована 1 січня 2010 року в результаті злиття двох окремих організацій: Télévision suisse romande та Radio suisse romande.

## Структура

### Керівництво
Новий підрозділ очолював Жиль Маршан з моменту заснування до квітня 2017 року. 11 жовтня 2017 року він був призначений директором SRG SSR.
З 1 травня 2017 року директором RTS є Паскаль Кріттін.

### Вищий орган
Рада директорів (РД) — це найвищий орган RTS, який відповідає за програмну діяльність. До її складу входять директор та керівники департаментів. Генеральний секретар RTS — постійним гостем
Директор з управління здійснює загальне керівництво RTS, визначає корпоративну стратегію, затверджує бюджет, фінансовий план та ключові інвестиції, приймає рішення щодо стратегічних проєктів, затверджує організаційну структуру та програмну політику.

### Департаменти
RTS складається з таких основних департаментів: «Стратегія та програмування», «Новини та спорт», «Суспільство та культура», «Операції», «Комунікація та маркетинг», «Людські ресурси» та «Фінанси».

### Розташування
Основні студії RTS знаходяться в Женеві та Лозанні. Компанія також має офіси в кожному франкомовному кантоні, а також кореспондентів у Берні, Цюриху, Лугано та великих міжнародних столицях. У березні 2022 року проїзд, де розташована телевізійна вежа в Женеві, був перейменований на Пасаж Марі-Клод Лебург.

## Еволюція телемовлення та цифрові платформи

### Перейменування каналів
З 29 лютого 2012 року телеканали TSR 1 та TSR 2 були перейменовані на RTS Un та RTS Deux. 2019 року їх назви було уніфіковано з іншими підрозділами SSR, і вони отримали назви RTS 1 та RTS 2.

### Висока роздільна здатність (HD)
З 29 лютого 2012 року телеканали RTS транслюються у високій роздільній здатності (720p), за винятком тих, що використовують технологію DTT. Це пов'язано з тим, що понад 80 % глядачів отримують сигнал через кабельне або супутникове телебачення, і інвестиції у DTT були б занадто високими. Стандартна чіткість зберігалася паралельно до 2015 року, щоб дати глядачам час підготуватися.

### Цифрові медіа
У вересні 2017 року RTS запустила свій перший цифровий медіаресурс Tataki. Він ексклюзивно працює в цифровому середовищі через соціальні мережі (YouTube, Instagram, Facebook, TikTok) та на платформі Play RTS. Tataki щодня створює відео та ілюстрації на теми розваг, міської культури та соціальних питань.

### Інклюзивне письмо
У лютому 2021 року RTS почала використовувати інклюсивне письмо, ставши одним із перших медіа у франкомовній Швейцарії, що впровадило цю практику.

## Фінансування та доступність

### Фінансування
Народна ініціатива 2018 року «Так за скасування ліцензійних зборів за радіо та телебачення» («No Billag») була відхилена 71,6 % голосів. Цей результат дозволяє RTS отримувати 75 % свого фінансування шляхом ліцензійних зборів, які сплачує кожне швейцарське домогосподарство.
Решта фінансування (25 %) надходить від реклами та перепродажу програм іншим мовникам..

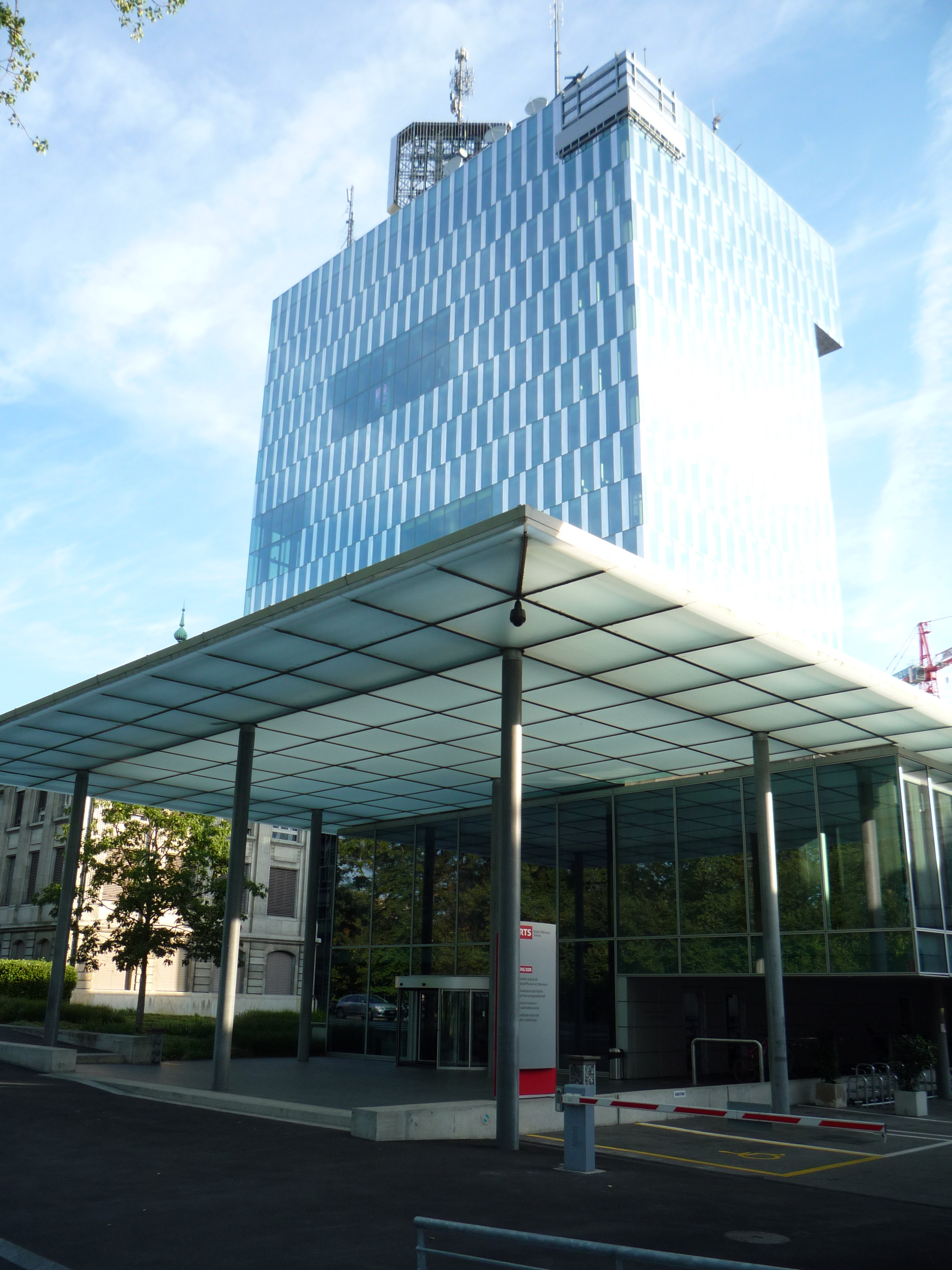
Швейцарська радіо- і телевізійна вежа (RTS) у Женеві, штаб-квартира телекомпанії.
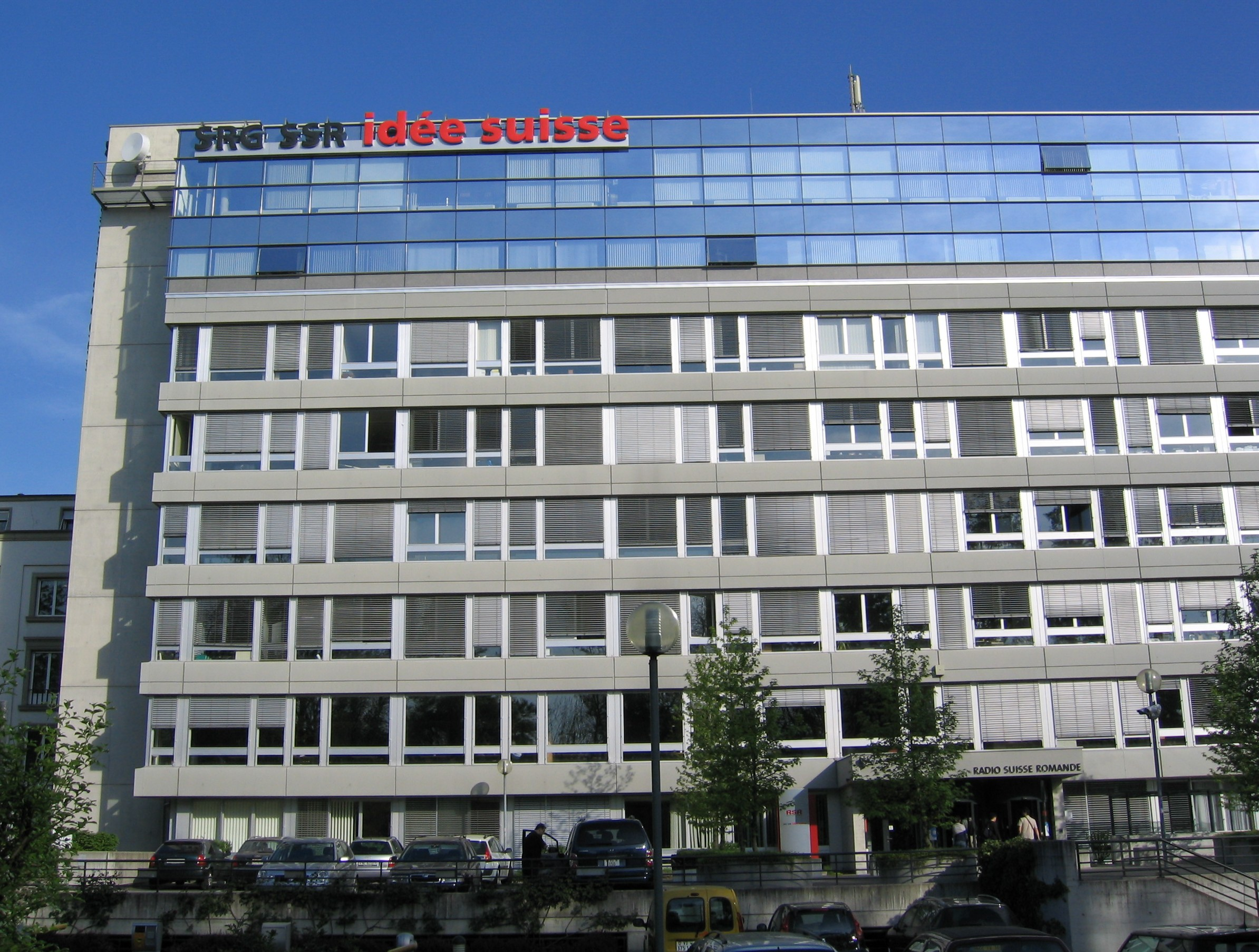
Будівля Швейцарського радіо і телебачення (RTS) у Лозанні, штаб-квартира радіостанції.

## Програми

### Радіо

RTS Première, загальна програма.
RTS Espace 2 пропонує культурні програми та класичну музику .
RTS Couleur 3 — програма із сучасними тенденціями, орієнтована як на молодь, так і на дорослих.
RTS Option Musique, музична програма, хіти вчорашнього та сьогоднішнього дня.

### Телебачення

RTS 1, загальномовний телеканал.
РТС 2, загальнодоступний телеканал.

### Веб

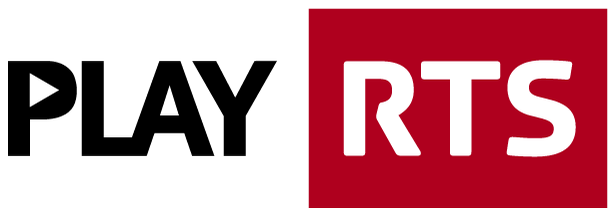
Грайте в RTS, спеціалізований гравець у RTS.
RTS Info, інформаційний портал.
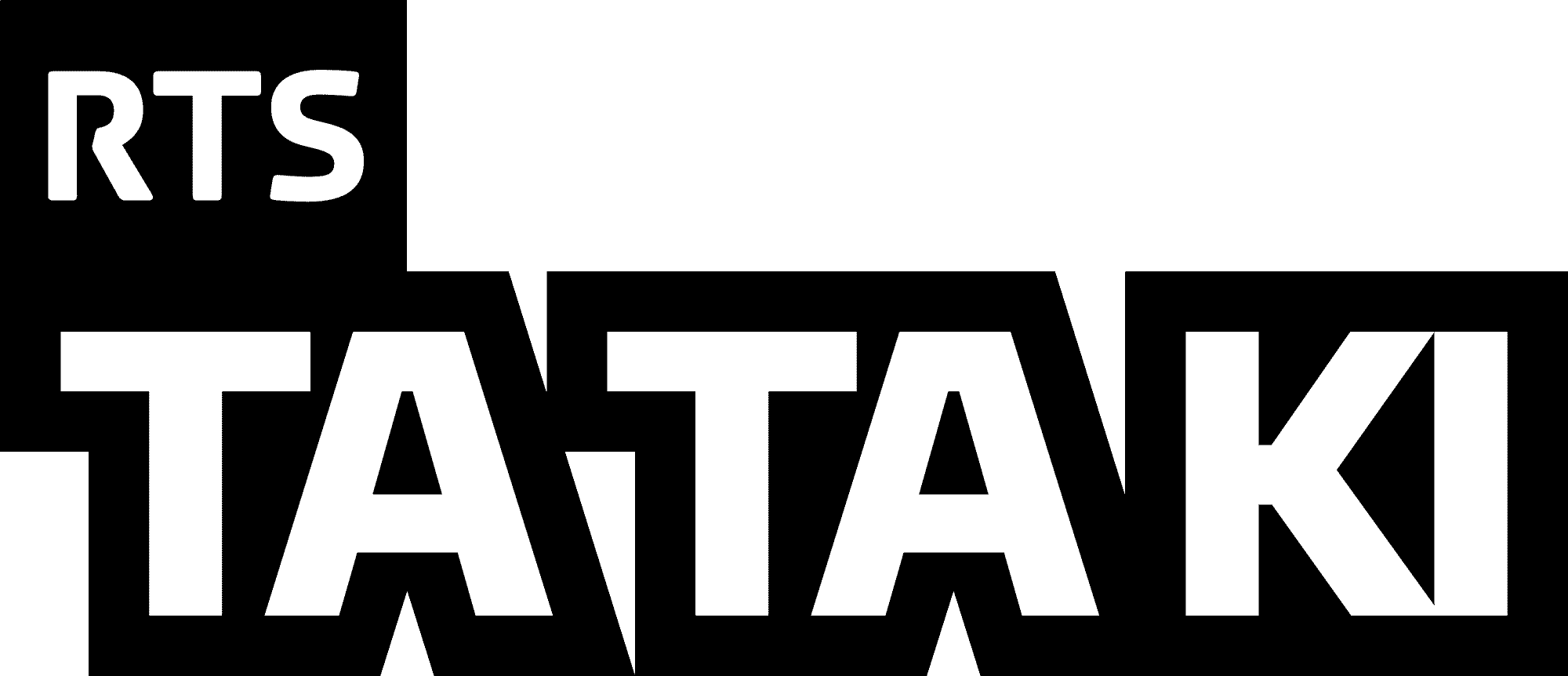
Tataki, цифрові медіа, орієнтовані на 25 ans.

## Трансляція

##### Телеканали доступні через:
- через супутниковий прийом (цифрова якість по всій Швейцарії та Європі)[7], ⁣
- кабельне телебачення (DVB-C)[8],
- інтернет[9],
- цифрові IPTV-бокси[10]
- HBBTV[11].

##### Радіоканали доступні через:
- DAB+[12]
- FM[13]
- Через супутник (цифрове радіо)[14]
- Через інтернет[15]
- Кабельним зв'язком[16]

## Виробничі майданчики

### Вежа RTS у Женеві

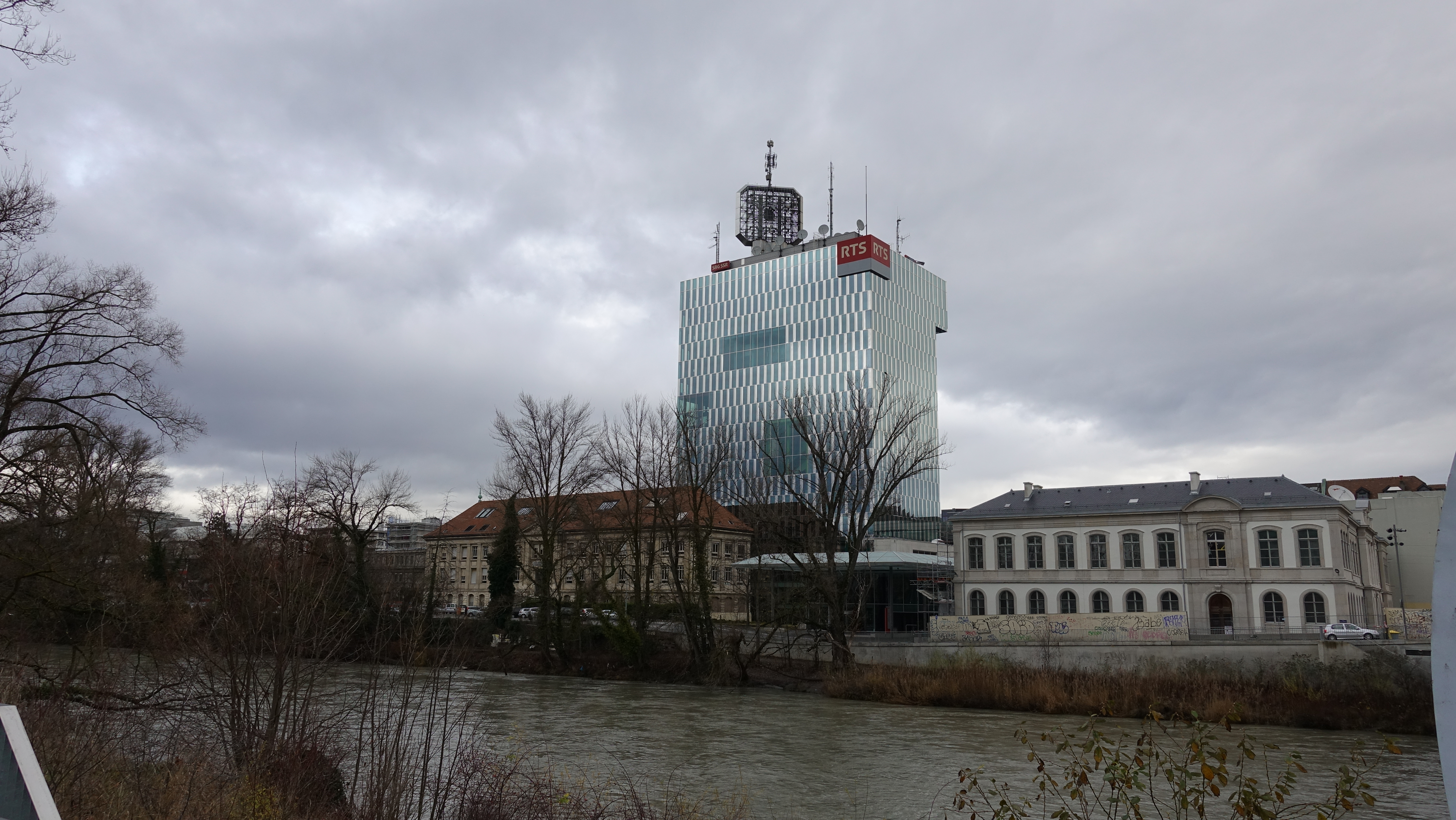
Вежа РТС

Телевізійна вежа на набережній Ернест-Ансерме в Женеві була побудована між 1963 і 1970 роками під керівництвом женевського архітектора Артура Бугна. З 2005 по 2010 рік у вежі проводилися масштабні роботи з видалення азбесту та ремонту.
Телевежа — це переважно адміністративна будівля. Виробничі студії, включаючи Studio 4 та Studio Image (STIM), розташовані в сусідній будівлі біля підніжжя вежі. У будівлі CV2, що вздовж бульвару Карла-Фогта, знаходиться спортивна студія.

#### Інфраструктура виробничого центру
Женевський виробничий центр включає:
- Три телевізійні студії.
- Стаціонарний диспетчерський пункт.
- Студію новин.
- Студію спортивних програм.
- Понад 30 монтажних кімнат.
- Обладнання для аудіо- та відеопостпродакшну.
- Майстерні для створення сценографії.
- Адміністративні офіси.
- Виробничі студії радіоканалів RTS, зокрема велику Студію 15

Для виїзних зйомок RTS має у своєму технічному центрі в Мерені три виробничі вантажівки, оснащені від 6 до 16 HD-камер, а також два блоки супутникової передачі.

### Будівля радіо в Лозанні

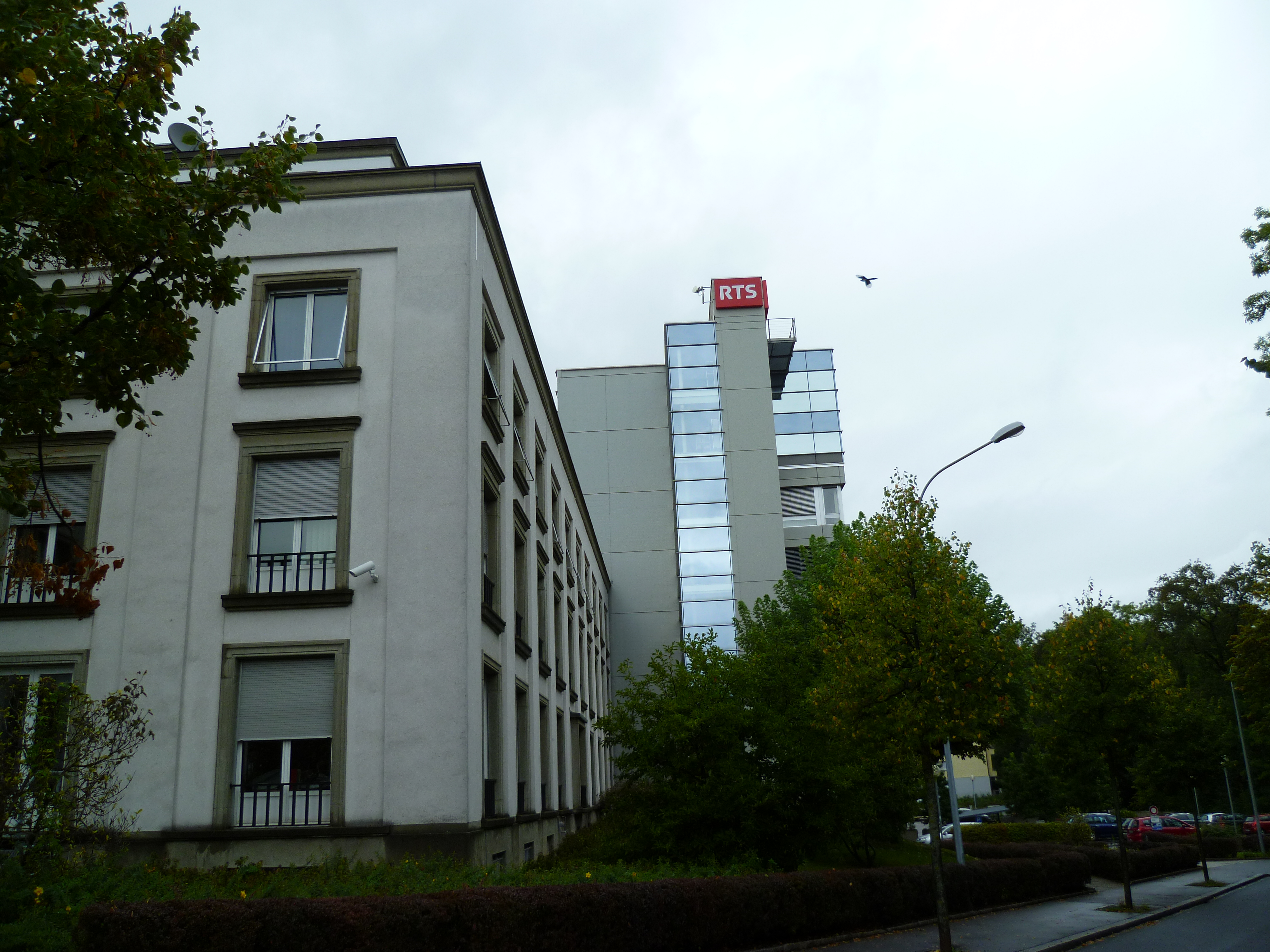
Будівля радіо в Лозанні

Відкрита 1935 році, будівля радіо, тоді відома як Maison de la Radio, розташовувалася в Ла-Сальзі, на північ від Лозанни.

### Регіональні представництва
RTS має регіональні офіси та кореспондентів у франкомовній Швейцарії, а також за її межами, щоб забезпечувати охоплення всіх регіонів. Їхні офіси розташовані в:
- Біль
- Медіацентр Федерального палацу
- Женева
- Лозанна
- Фрібур
- Делемон
- Мутьє
- Невшатель
- Сьйон
- Цюрих
- Тегна

## Візуальна ідентичність

Logo transitoire de la RTS. Перехідний логотип RTS.
Логотип RTS від[[ |.janvier]].2010 .

## Сексуальні домагання та етичні проблеми

### Справа Тьєррі Катерина
У травні 2005 року IT-фахівець Хорхе Резенде повідомив про зберігання фотографій сексуального характеру на серверах, що належать співробітнику Тьєррі Катерину. Керівництво провело розслідування, залучивши трьох експертів, які підтвердили, що фотографії не були педофільськими. Тьєррі Катерин був переведений на психологічний моніторинг. Хорхе Резенде, який намагався привернути увагу керівництва до цієї справи, був звільнений у грудні 2008 року, але відновлений на роботі в RTS 2010 року. Слідчий суддя взявся за справу в лютому 2008 року, але результати розслідування невідомі. За словами Тьєррі Катерина, його звільнили з RSR і оштрафували на 100 швейцарських франків умовно, після чого він був найнятий до команди «France Bleu».

### Засудження Патріка Алленбаха
2011 року колишній працівник RTS Патрік Алленбах був засуджений за сексуальне насильство (домагання та феляція) щодо підлітків, яким було 15 років. Події відбувалися наприкінці 1980-х і 1990-х років.

### Розслідування «Le Temps» та «Даріусгейт»
У жовтні 2020 року газета Le Temps опублікувала розслідування, засноване на свідченнях приблизно тридцяти співробітників, які повідомили про неналежні жести, непристойні зауваження, сексуальні домагання та секс без згоди, скоєні працівниками RTS щодо молодших колег, стажистів та журналістів. У розслідуванні також йшлося про обговорення сексуальності з неповнолітніми в соціальних мережах, що велося під фальшивими профілями. Серед згаданих осіб був колишній ведучий Даріус Рошебен, який заперечував свою участь у злочинних діях та подав позов проти Le Temps за наклеп. Ця справа, відома як «Даріусгейт», викликала значний резонанс, і 550 співробітників підписали відкритий лист до керівництва RTS, висловлюючи своє здивування тим, що в публічному просторі обговорювалася лише справа Рошебена.